# Prigionieri del paradiso
Prigionieri del paradiso (Paratiisisaaren vangit nella versione originale in finlandese) è un romanzo  dello scrittore Arto Paasilinna, edito nel 1974.
Nel 2009 è stato pubblicato per la prima volta in Italia da Iperborea, nella traduzione di Marcello Ganassini.
Il libro è stato tradotto in francese, svedese, spagnolo, ebraico, tedesco, oltre che in italiano.

## Trama
Un aereo affittato dall'ONU trasporta personale assegnato a progetti di assistenza in India e Bangladesh: tagliaboschi, ingegneri e tecnici forestali finlandesi, incaricati di contribuire allo sviluppo dell'industria del legno; infermiere svedesi, ostetriche finlandesi, due medici norvegesi e un medico finlandese, destinati ad attività di prevenzione e istruzione sanitaria e ad insegnare metodi di controllo delle nascite. Oltre all'equipaggio (un pilota, due copiloti, due hostess e uno steward, tutti inglesi), sull'aereo viaggia un giornalista finlandese, narratore della storia.
A causa di una tempesta, il pilota è costretto ad un ammaraggio di fortuna nei pressi di un'isola dell'arcipelago indonesiano. Quasi tutti sopravvivono, ma non sanno dove si trovano, né se riusciranno a tornare a casa. 
Non si perdono però d'animo, e cominciano a darsi da fare per rendere la permanenza sull'isola più gradevole possibile, partendo dai bisogni primari, e aggiungendo via via dei miglioramenti, come un rudimentale frigorifero, una sauna, una distilleria di alcolici. 
Al gruppo si aggrega anche un disertore dell'esercito indonesiano. 
Si crea pian piano un'organizzazione sociale armonica, in cui i beni sono distribuiti equamente e tutti collaborano per il benessere comune, e per realizzare un progetto che dovrebbe servire a chiedere soccorsi (un gigantesco SOS visibile dai satelliti).  Ma quando l'obiettivo sta per essere raggiunto, alcuni dei naufraghi cominciano ad avere dei dubbi… 

## Edizioni in italiano
- Arto Paasilinna, Prigionieri del paradiso, traduzione di Marcello Ganassini, Milano: Iperborea, 2009
- Arto Paasilinna, Prigionieri del paradiso, legg: Mariangela Bacchi, Feltre: Centro Internazionale del Libro Parlato, 2011